# زاکویل (ویرجینیای غربی)
زاکویل (به انگلیسی: Zackville) یک منطقهٔ مسکونی در ایالات متحده آمریکا است که در Wirt County واقع شده‌است. زاکویل ۲۰۵٫۱۳ متر بالاتر از سطح دریا واقع شده‌است.